# بير مولر جنسن
بير مولر جنسن (بالسويدية: Per Möller Jensen)‏ هو موسيقي سويدي، ولد في 19 نوفمبر 1973.

## وصلات خارجية
- بير مولر جنسن على موقع ميوزك برينز (الإنجليزية)
- بير مولر جنسن على موقع أول ميوزيك (الإنجليزية)
- بير مولر جنسن على موقع ديسكوغز (الإنجليزية)